# SWOT-анализ
SWOT-анализът е широко популярна техника от стратегическото управление, разработена от Алберт Хъмфри. Анализът разглежда четири фактора, които идентифицират проблема, проекта, продукта или организацията, на които са приложени.
|                | Положително влияние | Отрицателно влияние |
| Вътрешна среда | Плюсове             | Минуси              |
| Външна среда   | Възможности         | Опасности           |

## Елементи
- Плюсове (Strengths) – какви са силните страни на анализирания обект. Когато става дума за компании, ключовите компетенции автоматично се превръщат в плюсове.
- Минуси (Weaknesses)
- Възможности (Opportunities) – като възможности могат да се разглеждат продуктите, които се получават от матрицата на Ансофф и някои от факторите в ПЕСТ анализа.
- Опасности (Threats) – При анализа на опасности за определен продукт или бизнес много полезен може да се окаже моделът на Портър или ПЕСТ анализът. Самите идентифицирани опасности, от своя страна, могат да помогнат за планиране на рисковете.

## Разширен SWOT
Често следваща стъпка след SWOT-анализа е така нареченият разширен SWOT-анализ, в който се разглеждат различните стратегии за управление на комбинации от вътрешни и външни фактори
| SWOT анализ           | SWOT анализ     | вътрешна среда                                                        | вътрешна среда                                                                                             |
| SWOT анализ           | SWOT анализ     | Плюсове (S)                                                           | Минуси (W)                                                                                                 |
| --------------------- | --------------- | --------------------------------------------------------------------- | --- |
| в ъ н ш н а с р е д а | Възможности (O) | S-O-Стратегии: Използване на възможностите за реализация на плюсовете | W-O-Стратегии: Унищожаване на слабости за създаване на нови възможности                                    |
| в ъ н ш н а с р е д а | Опасности (T)   | S-T-Стратегии: Използване на плюсовете за елиминиране на опасностите  | W-T-Стратегии: Разработване на стратегии, които да не позволят слабостите да бъдат активизирани от заплахи |